# Bitka kod Nikopolja
Bitka kod Nikopolja bila je bitka koja se dogodila 25. rujna 1396. godine kod Nikopolja u sjevernoj Bugarskoj. Vodila se između velike kršćanske koalicije predvođene ugarsko-hrvatskim kraljem te svetorimskim carem Žigmundom Luksemburškom i Ivanom, sinom Filipa Hrabrog od Burgundije, na jednoj strani. Na drugoj strani bile su Osmanlije, predvođene sultanom Bajazidom I, na čijoj je strani još bila srpska vojska predvođena knezom Stefanom Lazarevićem. Kršćansku koaliciju, čiji je cilj bio oslabiti osmanski pritisak na Carigrad, činile su između ostalog: ugarske, hrvatske, francuske, njemačke, engleske i poljske i druge čete.

## Suprotstavljene snage
Vojska Osmanlija brojila je oko 100.000 ljudi dok je križarska vojska imala 60.000 ljudi, gotovo samih konjanika. U bitci koja je trajala cijeli dan pobijedila je Osmanlijska vojska krivnjom francuskih vitezova, koji su se prenaglili i kao prvi, unatoč onome što je tražio kralj Žigmund, napali Turke.
Sigismund je htio koristiti svoje pomoćne kontingente iz Transilvanije i Vlaške za prvi napad, jer je procijenio da imaju slab borbeni moral i kako bi ih imao bolje pod nadzorom. Francuski su vitezovi pak inzistirali na časti da prvi krenu u boj.
Na desnom krilu kraljevske vojske stajali su Hrvati pod Stjepanom Lackovićem, na lijevom krilu vojvoda Mirča s Rumunjima a u sredini kralj Sigismund s Nikolom I. Gorjanskim (također s hrvatskom vojskom) i čete celjskog grofa Herrmanna.

## Bitka
Francuski konjanici prvi su žestoko navalili na bojni red Turaka, pješaštvo i janjičare. Potisnuli su i drugi bojni red: 30.000 turskih konjanika. Ali pri daljnjem prodiranju sukobili su se s jezgrom turske vojske kojom je zapovijedao sam sultan Bajazid I. Bajazid je stajao s jakom pričuvom, s izabranim konjaništvom u zaklonjenim položajima. Silnim udarcem bacio se sultan na Francuze koji su u dotadašnjem brzom prodoru bili već pretrpjeli jake gubitke. Vještim manevrom Bajazid je okružio Francuze pa ih potpuno uništio, prije nego što je ostala kršćanska vojska mogla stići im u pomoć.
Poraz Francuza djelovao je i na ostale dijelove vojske. No u pravi čas kralj Žigmund ušao je s jezgrom križarske vojske u borbu. Već je pobjeda naginjala kršćanima, ali tijekom te odlučne borbe Turcima je u pomoć pritekao srpski knez Stefan Lazarević s 5.000 konjanika. To je dalo prevagu Turcima, koji su iznijeli pobjedu nad postrojbama kralja Sigismunda. Veliki dio vojske bio je potučen i zarobljen, samo manji dio mogao je uzmaknuti na sjever i spasiti se. Kršćani su izgubili oko 12.000 vojnika a veliki dio je i zarobljen.
Nakon bitke, Bajazid je dao masakrirati kršćanske zarobljenike, nakon što je otkrio masakr kojeg su ovi ranije napravili nad svojim ratnim zarobljenicima. 

## Epilog
Od tada je Osmansko carstvo moglo naprjedovati prema srednjoj Europi. Bajazid provaljuje u istočnu Hrvatsku, a s konjaničkim prethodnicama prodire kroz Slavoniju do Ptuja.
U toj silnoj nesreći pomogao je kršćanima, a da to nije ni znao, mongolski kan Timur Lenk. On je prodirao tada s istoka prema zapadu. Kod Angore došlo je, 20. srpnja 1402. godine, do Bitke kod Angore između njega i Bajazida. Tada je Bajazid poražen i zarobljen. Uz Bajazida u toj bitci borile su se i srpske postrojbe pod Lazarevićem.
Mongoli su u najtežem trenutku zaustavili pohod Osmanlija prema srednjoj Europi. Da nije bilo Timur Lenka i njegove navale na Turke, već bi u 15. stoljeću došlo do Osmanlijske invazije u Ugarsku.